# Lola Cars
Lola Cars (анг. Lola Cars International) - фірма-розробник та конструктор спортивних автомобілів та гоночних болідів. Заснована у 1961 році Еріком Бродлі. Штаб-квартира розташована у місті Хантіндон у Британії.

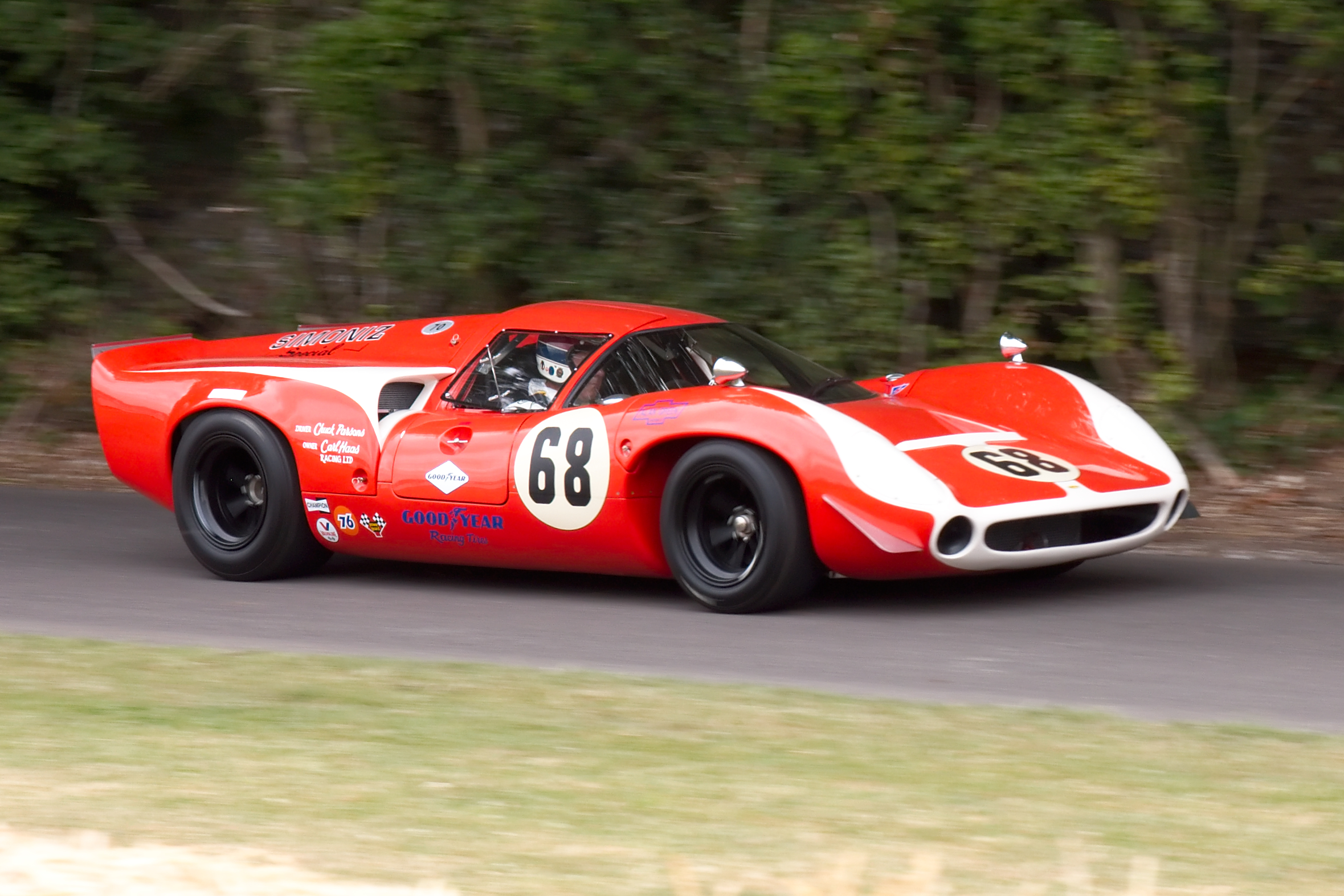
Lola T70 MK3

Фірма почала з конструювання маленьких передньопривідних спортивних автомобілів для "Формули Junior", пізніше її виробництво диверсифікувалося. Автомобілі успішно виступали в різних серіях, наприклад, "Інді 500", "Формула 5000", "CART", "Формула-2", "Формула 3000", "А1" та інших. У період з 1962 по 1997 рік (з перервами) компанія будувала автомобілі для гонок "Формула 1", боліди використовувалися різними командами.
У компанію входить підрозділ, що займається випуском катерів (Lola Aylings).
Куплена Мартіном Бірраном у 1998 році після невдалої спроби створення команди під спонсорством фірми "MasterCard" у "Формулі-1".
У фірмі заявили про свій намір знову побудувати машину для "Формули-1", проте назва команди замовника залишилася невідомою. 29 травня 2009 року у фірмі "Lola" підтвердили, що подали заявку на участь у чемпіонаті "Формули-1" 2010 року. Однак, поки що вона задоволена не була.